# Reper roboczy

Rys. 1 - Sposób oznaczania reperu roboczego na powierzchni pionowej

Reper roboczy – znak geodezyjny pomiarowej osnowy wysokościowej o określonej rzędnej wysokościowej (względnej lub bezwzględnej), stabilizowany trwale lub nietrwale, zwykle na czas prowadzonych pomiarów geodezyjnych celem zagęszczenia wysokościowej osnowy geodezyjnej. W przypadku określenia bezwzględnej rzędnej reperu roboczego, jego dokładność winna odpowiadać minimum dokładności osnowy wysokościowej V klasy (dopuszczalny błąd wyznaczenia wysokości wynika z dokładności wykonanych pomiarów i wynosi: m0 = 20 mm/km niwelacji).
W terenach zurbanizowanych, repery robocze stabilizuje się trwale lub wykorzystuje się istniejącą w terenie trwałą stabilizację innych punktów, w obu wypadkach sporządzając opisy topograficzne. Do oznakowania punktów pomiarowej osnowy wysokościowej stosuje się paliki drewniane (z wbitym gwoździem), rurki żelazne, bolce lub trzpienie żelazne (wbite w nawierzchnię), a także oznaczone farbą znaki na trwałych szczegółach terenowych. W przypadku założenia reperu roboczego na powierzchni poziomej wyznaczana rzędna znajduje się w miejscu pomalowanym farbą. W przypadku powierzchni pionowej stosuje się symbol pokazany na rysunku 1 (czerwoną linią oznaczono bok, którego rzędna wysokościowa została określona).
Na terenach niezabudowanych, jako reper roboczy może być zastosowany pal drewniany o długości 1 m i średnicy 0,1 m, w którego górny koniec wbity jest gwóźdź, a w dolnej części pala przymocowana jest na zacios poprzeczka drewniana. Pal wkopuje się w ziemię tak, aby dolny jego koniec opierał się na
nienaruszonej kopaniem ziemi, a znak wysokości (główka gwoździa) znajdował się na poziomie terenu lub do 0,1 m nad nim, w zależności od usytuowania reperu. W razie potrzeby osadza się znaki w formie słupa z betonu z bolcem żelaznym.